# Allocyttus verrucosus
Allocyttus verrucosus is een straalvinnige vissensoort uit de familie van oreos (Oreosomatidae). De wetenschappelijke naam van de soort is voor het eerst geldig gepubliceerd in 1906 door Gilchrist.